# Molybdeen-92
Molybdeen-92 of 92Mo is een stabiele isotoop van molybdeen, een overgangsmetaal. Het is een van de zes stabiele isotopen van het element, naast molybdeen-94, molybdeen-95, molybdeen-96, molybdeen-97 en molybdeen-98. De abundantie op Aarde bedraagt 14,84%. De isotoop wordt ervan verdacht via een dubbel bètaverval te vervallen tot de stabiele isotoop zirkonium-92: 
{\displaystyle {\ce {{^{92}_{42}Mo}->{^{92}_{41}Nb}+{e^{+}}+{\nu }_{e}}}}
{\displaystyle {\ce {{^{92}_{41}Nb}->{^{92}_{40}Zr}+{e^{+}}+{\nu }_{e}}}}
Molybdeen-92 bezit echter een halfwaardetijd van 190 triljoen jaar en kan de facto als stabiel beschouwd worden. Dit vanwege het feit dat de halfwaardetijd miljarden malen groter is dan de leeftijd van het universum.
Molybdeen-92 ontstaat onder meer bij het radioactief verval van niobium-92 en technetium-92.
81Mo · 82Mo · 83Mo · 84Mo · 85Mo · 86Mo · 87Mo · 88Mo · 89Mo · 89mMo · 90Mo · 90mMo · 91Mo · 91mMo · 92Mo · 92mMo · 93Mo · 93mMo · 94Mo · 95Mo · 96Mo · 97Mo · 98Mo · 99Mo · 99m1Mo · 99m2Mo · 100Mo · 101Mo · 102Mo · 103Mo · 104Mo · 105Mo · 106Mo · 107Mo · 107mMo · 108Mo · 109Mo · 110Mo · 111Mo · 112Mo · 113Mo · 114Mo · 115Mo · 116Mo · 117Mo · 118Mo